# Nutanix
Nutanix est un éditeur de logiciels américain dédié au cloud computing. Il propose des appliances d'infrastructure hyperconvergée basée sur une infrastructure logicielle autorisant des charges de travail applicatives dans tous les environnements (sur site, cloud privé, cloud public, hybride). Nutanix a été fondée en 2009 par Dheeraj Pandey, Mohit Aron et Ajeet Singh et est un pionnier de l'hyperconvergence et propose aujourd'hui des solutions relatives au cloud d'entreprise visant à faciliter la gestion de divers services IT sur une unique plateforme logicielle.
En novembre 2020, Nutanix compte plus de 18 000 clients à travers le monde, dont Airbus, Walmart, AT&T, Société générale, Thales, ou encore des agences fédérales telles que le FBI. 

## Historique

### Origine et évolution
Des sociétés de capital risque ont investi 312,2 millions de dollars répartis en cinq levées de fonds. Nutanix a atteint une valorisation évaluée à  1 milliard de dollars en 2013, ce qui en fait une startup de type licorne. L'entreprise a levé 140 millions de dollars dans un cycle de financement de série E[Quoi ?] en 2014, valorisant la société à environ 2 milliards de dollars.
Nutanix a déposé une offre publique pour son introduction en bourse en décembre 2015, déclarant une perte nette de 126 millions de dollars au cours de son exercice se terminant en juillet 2015. L'entreprise a déclaré environ 1800 employés en avril 2016. Les déclarations d'inscription mises à jour ont été publiés plusieurs fois, celui du 16 août 2016 annonçant des pertes croissantes et des recettes en hausse, ainsi qu'un flux de trésorerie positif provenant des opérations.
En août 2016, Nutanix a annoncé qu'il avait acquis PernixData. En mars 2018, Nutanix annonce l'acquisition de Minjar, entreprise basée à Bangalore.
L'introduction en bourse du 30 septembre 2016 a généré environ 230 millions de dollars sur les 200 millions attendus. Les analystes s'attendaient à ce que l'offre publique de Nutanix soit différée. En mai 2017, Nutanix a établi un partenariat avec IBM pour créer une gamme de matériel pour centre de données en utilisant IBM Power Systems pour les applications métier.
Durant l'été 2019, Nutanix change de modèle de souscription en passant au tout-logiciel, donc par abonnement. Nutanix revendique un taux de rétention de ses clients de l'ordre de 97%.
En mars 2024, Nutanix a confirmé acquérir une partie des actifs et des équipes de D2iQ et la plateforme de gestion Kubernetes (DKP). D2iQ (qui signifie Day-Two-I-Q), anciennement Mesosphere, fondée en 2013,  était une entreprise basée à San Francisco, spécialisée dans la gestion des application. D2iQ était dédié à la création d'une plateforme native de déploiement et gestion de Kubernetes en environnements multi-cloud et avait pour cela levé plus de 100 millions de dollars auprès d'investisseurs (Andreessen Horowitz, Kleiner Perkins et T. Rowe Price... ). Malgré ce succès de départ D2iQ a été victime de la concurrence du développement de l'activité cloud des géants tels qu' Amazon, Microsoft et Google pour se retrouver en 2023 au bord de la faillite (et ce, bien qu'ayant été évaluée à 775 millions de dollars après un tour de financement de série D en 2018, selon Axios), après avoir vainement tenté de se vendre à Google en 2020.

### Localisation
Le siège mondial de Nutanix se trouve à San José, en Californie. 
Nutanix dispose également de sièges locaux, notamment en Europe à Amsterdam pour toute la partie Europe et Afrique. En France, Nutanix dispose d'un siège basé à Neuilly-sur-Seine. Le groupe Nutanix revendique également 7 centres de support dans le Monde (San Jose, Durham, Amsterdam, Bangalore, Pékin, Tokyo et Sydney), tous de niveau 3,  pour répondre aux requêtes de ses clients en temps réel.

## Fonctionnement et produits

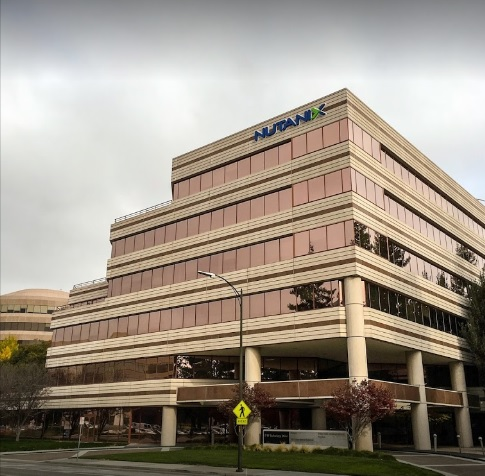
Siège mondial de Nutanix à San Jose, Californie.

Nutanix développe et commercialise une plate-forme de cloud privé et hybride s'appuyant sur une architecture dite hyperconvergée. Cette architecture logicielle fait usage de serveurs X86 banalisés et permet d'agréger leurs capacités afin d'offrir simplement les services de stockage, de réseau, de calcul et de sécurité  habituellement délivrés par des architectures informatiques traditionnelles complexes dites "3-tiers" (baies de stockage, switch réseau et serveurs de virtualisations). Les solutions de Nutanix sont disponibles sous forme 100 % logicielle et sont aussi intégrées par certains constructeurs de serveurs (tels que Dell, Fujitsu, Lenovo, HPE par exemple) sous la forme d'applications prêtes à l'emploi.  
La solution Nutanix se distingue des solutions traditionnelles couplant serveurs et systèmes de stockage SAN/NAS. S'appuyant sur une technologie logicielle distribuée, elle est capable d'évoluer en fonction des besoins des clients par simple ajout de nœuds additionnels. L'ensemble des éléments déployés est piloté via une console unique (Prism) permettant de simplifier grandement l'administration de l'infrastructure, par rapport aux architectures traditionnelles en silos. 
L'un des bénéfices de l'hyperconvergence est sa scalabilité, qui permet de faire évoluer les capacités de stockage et de calcul de façon dynamique en fonction des besoins des applications et ce par simple ajout de ressources ou de serveurs additionnels, ce qui est un vrai atout par rapport aux architectures traditionnelles; le concept de l'hyperconvergence tire ses sources dans les principes d'architecture mise en œuvre par les GAFAM pour leurs propres besoins (croissants) en termes de stockage et de puissance de calcul. Nutanix a adapté les principes d'architecture distribuée mis en œuvre par ces géants pour la rendre accessible en 2009 aux entreprises de toutes tailles.  
L'infrastructure hyperconvergée, dont Nutanix est le pionnier et dont la firme reste le leader mondial, permet aux entreprises de mettre en œuvre de façon simple les services auxquelles elles sont attachées, tels que des services avancés de stockage (en mode bloc, fichiers ou objets), des services avancés de protection de données, de continuité et de restauration après dommage, la possibilité de basculer des données d'un cloud public à un cloud privé (et vice-versa), la gestion et l'automatisation des différentes tâches relatives au cycle de vie et des applications.  
L'offre de services applicatifs proposés par la plateforme de Nutanix n'a cessé de s'enrichir au cours des dernières années. Nutanix propose ainsi des outils de contrôle des coûts et de contrôle compliance en matière de sécurité (à la suite du rachat de la solution Beam de BotMetric). La société a aussi ajouté des fonctions de conteneurisation et d'orchestration de conteneurs via Kubernetes ainsi qu'une solution de Platform as a Service (en particulier pour les applications conteneurisées et pour les applications d'AI et de machine learning à l'edge). À la suite du rachat de Frame, Nutanix propose aussi désormais sa propre offre intégrée de Desktop as a Service et  de Virtual desktop infrastructure permettant l'exécution de bureaux virtuels à la demande aussi bien sur les grands cloud publics que sur l'infrastructure Nutanix. Enfin, Nutanix propose sa propre solution de virtualisation du réseau et de microsegmentation pour la sécurité réseau. Tous ces services sont gérés depuis une unique interface d'administration web interface logicielle unique appelée Prism. 
En 2017, Nutanix a développé un vaste partenariat avec Google sur les offres cloud. L'objectif principal de l'alliance est d'exploiter des clouds hybrides qui combinent les architectures du cloud privé avec la scalabilité des environnements du cloud public,.
En 2019, Nutanix annonce un partenariat avec Hewlett-Packard Enterprise au niveau mondial,  prévoyant la mise sur le marché d’appliances intégrées HPE et de plateformes HPE GreenLake facturées à l’usage embarquant le logiciel d’infrastructure hyperconvergée de Nutanix. 
L'enrichissement de son catalogue a profondément fait évoluer la société. Initialement focalisé sur le monde de l'infrastructure avec la vente d'appliances, Nutanix connaît depuis plusieurs années une profonde transformation avec un virage vers le cloud privé et le cloud hybride. Sa plateforme de cloud privé pour les entreprises permet à ces dernières de déployer des infrastructures offrant la même agilité et scalabilité que celles offertes par le cloud public (AWS, Azure, GCP...). 
L'hyperconvergence est aujourd'hui présenté par Nutanix comme un socle permettant de mettre en place des solutions de cloud privé chez ses clients. Surtout, Nutanix n'entend pas se limiter au cloud privé. Avec la solution Nutanix Clusters, lancée à l'été 2020, la firme permet désormais aux entreprises de déployer des clusters sur les grands cloud public (initialement sur AWS, puis sur Azure). Ce faisant l'éditeur permet par exemple à ses clients d'utiliser le cloud public pour étendre la capacité de leur cloud privé, ou de migrer plus facilement des applications dites "legacy" vers le cloud public
Le système d'exploitation proposé par Nutanix s'appelle AOS, il est fourni avec son propre hyperviseur intégré AHV (pour Acropolis Hypervisor), basé sur Linux KVM, mais les entreprises peuvent aussi utiliser conjointement AOS avec l'hyperviseur ESXi de VMware ou Hyper-V de Microsoft.

## Concurrence et marché
Nutanix est le pionnier des solutions cloud basées sur des infrastructures hyperconvergées, un marché qui devrait être multiplié par 3,5 entre 2020 et 2025. Nutanix aurait décliné de multiples offres de rachat, en particulier celle proposée par Cisco Systems,. En 2019, le cabinet Trefis a suggéré que l'acquisition la plus logique dans le domaine du cloud serait celle de Nutanix par Google, avec pour valeur totale de rachat conseillée 9 milliards de dollars. Le P.-D. G. de Nutanix, Dheeraj Pandey, n'a pas confirmé ni même commenté cette information largement relayée. D'autres rumeurs ont évoqué un possible rachat de Nutanix par Hewlett Packard Enterprise, même si le projet semble avoir été abandonné depuis
Nutanix a réalisé diverses acquisitions depuis sa création, notamment celle de la start-up "Frame", spécialisée dans le VDI. En 2016, c'est au tour de la société "Calm IO" d'être rachetée par Nutanix, spécialisée dans le domaine de l'automatisation des tâches relatives à la gestion du cycle de vie des applications et des workloads ; ainsi que le rachat de "PernixData", spécialisée dans la virtualisation du stockage avec notamment son hyperviseur dédié à la flash, gestion de la data et analytics. 
Nutanix entretient des relations par ailleurs houleuses avec VMware, concurrent de longue date sur les solutions de virtualisation, cloud et hyperconvergence. Toutefois, l'offre technologique de Nutanix est compatible avec les solutions de VMware, du fait de la possibilité d'utiliser les services Nutanix avec l'hyperviseur VMware ESXi.
En août 2020, le fondateur historique et PDG de Nutanix, Dheeraj Pandey, a annoncé son intention d'abandonner son poste, évoquant une période propice au changement de direction. Parallèlement, la société a annoncé que le fonds d'investissement américain Bain Capital avait injecté 750 millions de dollars dans la société sous la forme d'une émission d'obligations convertibles, afin d'accélérer la croissance et le développement de Nutanix. Le 9 décembre 2020, la société a annoncé la nomination de Rajiv Ramaswami au poste de président et CEO en remplacement de Dheeraj Pandey.